# Konrad II. (Waldsassen)
Konrad II. († um 1417/1419) war Abt des Klosters Waldsassen von 1393 bis 1417.
Abt Konrad II. wirkte ab dem Jahr 1393 oder 1394 im Kloster Waldsassen. Nach Kaspar Brusch starb er 1419. Bevor er als Abt berufen wurde, war er Kellermeister. Trotz fehlender Bildung war er als fürstlicher und königlicher Ratgeber gefragt. Er befindet sich im Gefolge der Teilnehmer am Konzil von Konstanz. Bei seinen Reisen wurde sein Bein von einem Blitz getroffen, es war seitdem gelähmt und der Fuß musste abgenommen werden. Wegen seiner häufigen Abwesenheiten beschwerten sich seine Klosterbrüder bei den Äbten von Langheim und Walkenried, was zur Einsetzung von Bartholomäus Ermesreither führte. Konrad II. suchte Unterstützung beim Pfalzgrafen Johann, Bartholomäus dagegen beim Nürnberger Burggrafen Johann III. Der Abt von Morimond ernannte dagegen als neuen Abt Johannes (VI.) Gold vom Kloster Langheim. Die Konzilsväter beschlossen am 7. Februar 1415, dass dem alternden Konrad II. Bartholomäus als Koadjutor zur Seite stehen sollte. Johannes (VI.) wurde nach 15 Monaten Abtwürde abgefunden.